# Trappstädter Rezess

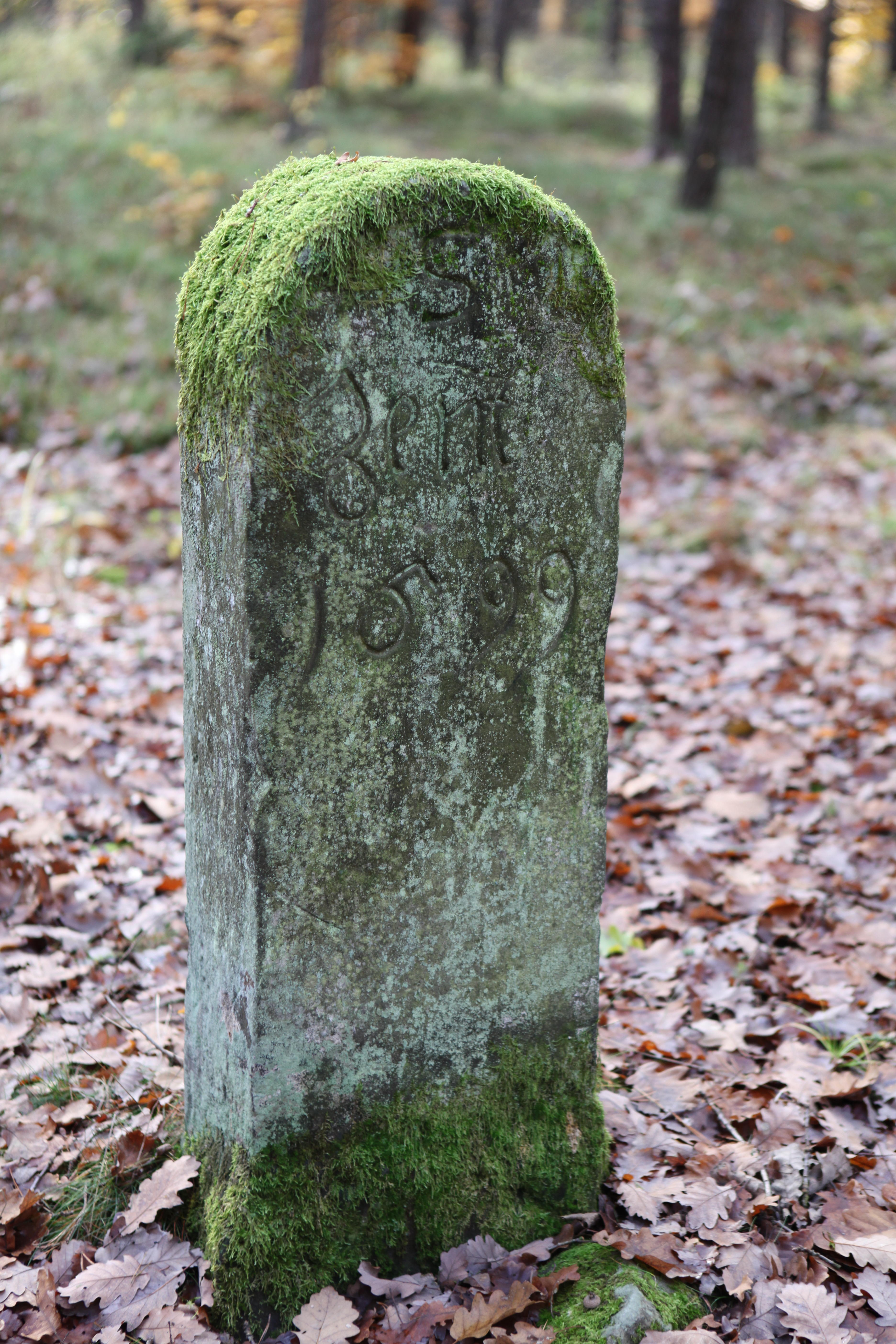
Zentstein mit der Jahreszahl 1599 in Gersbach

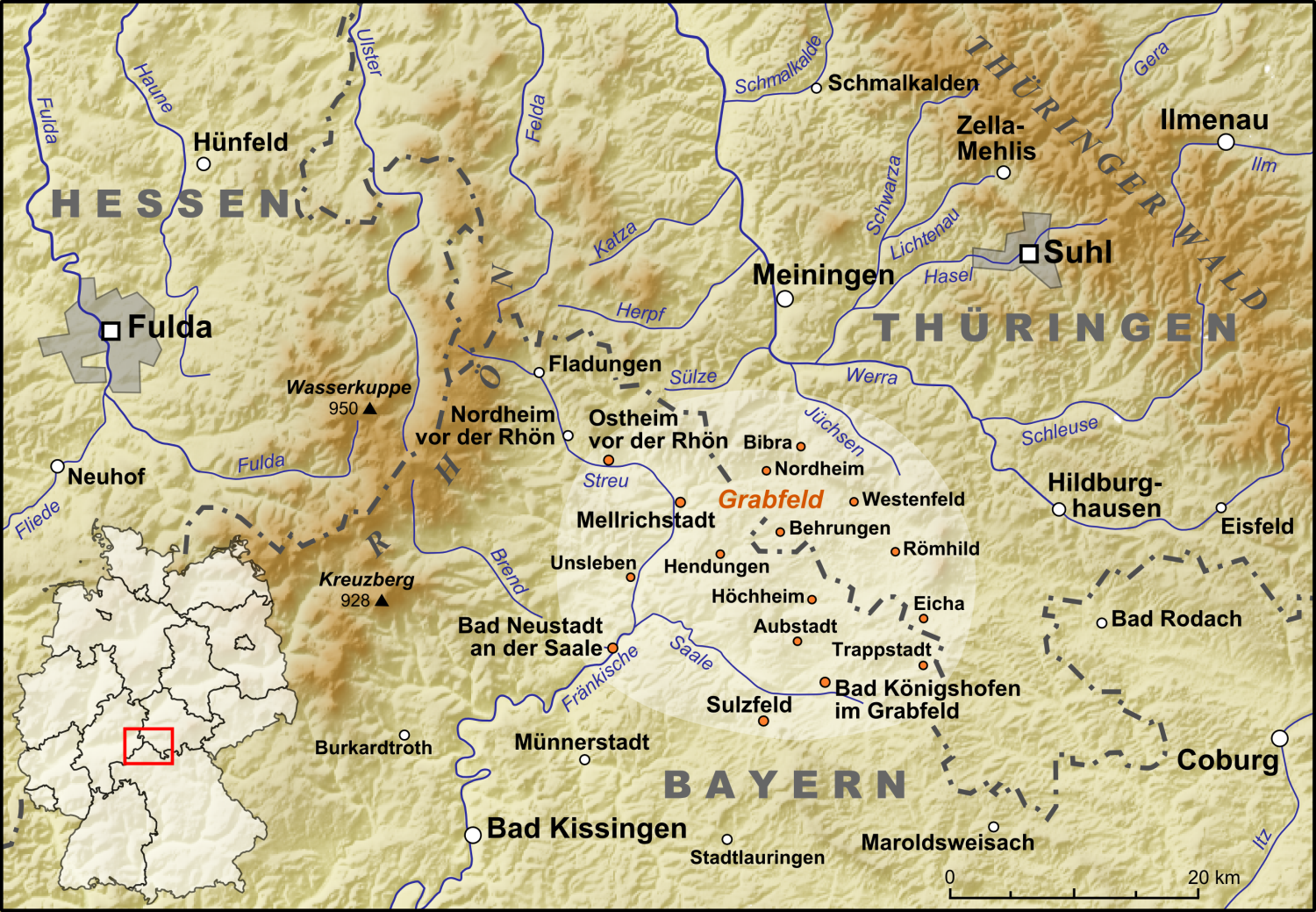
Karte der Region Grabfeld

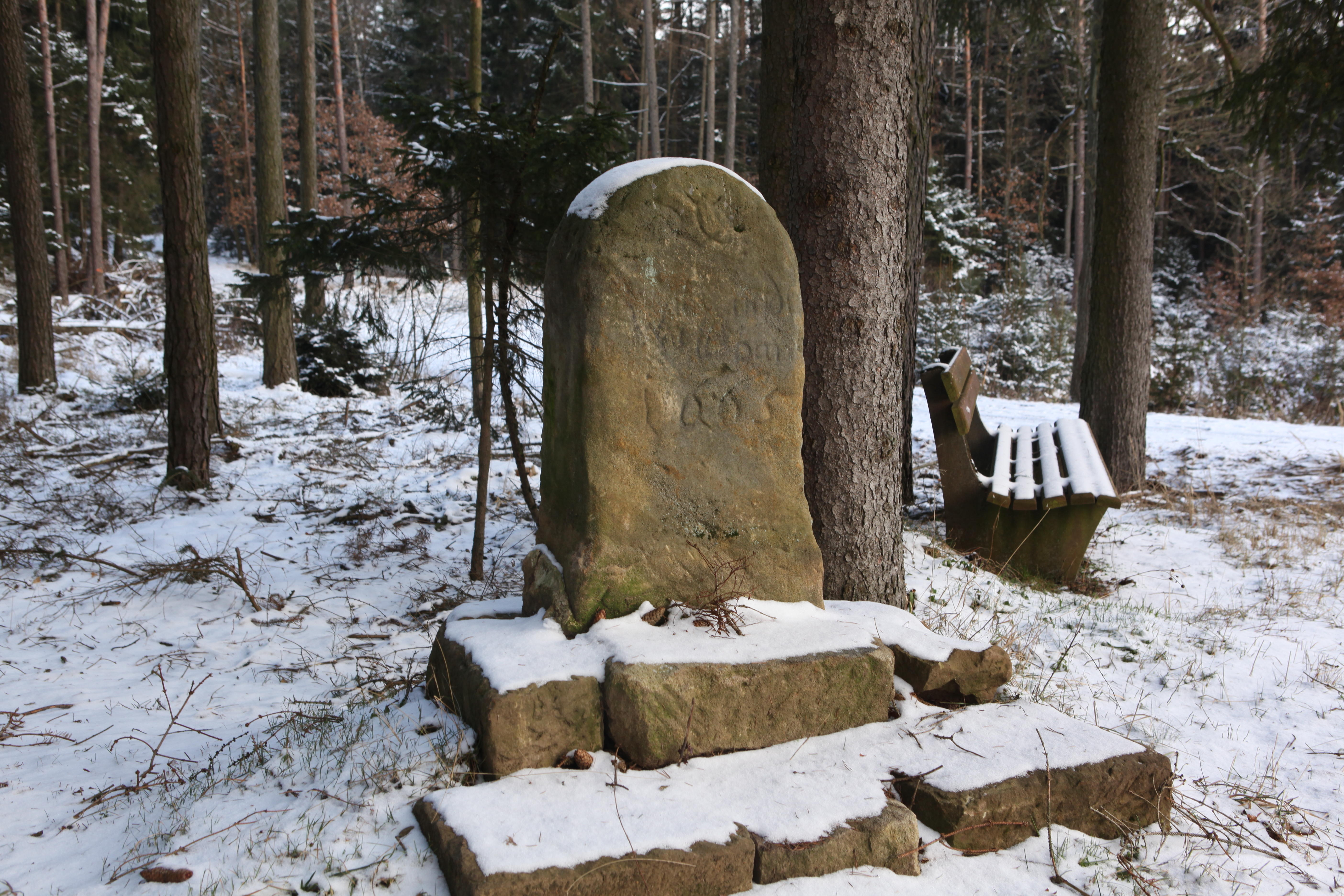
Grenzstein in Welsberg, mit 1665 bezeichnet

Der Trappstädter Rezess war ein im Jahr 1599 geschlossener Vertrag zwischen dem Hochstift Würzburg und dem Fürstentum Sachsen-Coburg, der sich auf den Raum Coburg, Ebern und Bad Königshofen im Grabfeld bezieht.
Im Trappstädter Rezess ging es darum, die Grenzen für das Geleit, die Zentgerichtsbarkeit und die Jagd von Trappstadt bis in den Raum Coburg festzulegen und im ganzen Verlauf gegenseitig anzuerkennen.  
Im Grabfeld sind neben zwei Geleitsteinen noch einige Zent- sowie Jagdsteine mit eingemeißeltem Jagdhorn und den Aufschriften S für Sachsen und W für Würzburg sowie der Jahreszahl 1599 vorhanden.